# Saint-Laurent-du-Mont
Pour les articles homonymes, voir Saint-Laurent.
Saint-Laurent-du-Mont est une ancienne commune française, située dans le département du Calvados en région Normandie, intégrée le 1er janvier 2019 à la commune nouvelle de Cambremer.

## Géographie
Saint-Laurent-du-Mont était une commune située dans le pays d'Auge, à deux kilomètres de Cambremer et à quinze kilomètres de Lisieux.
| Cambremer            | Cambremer             | Cambremer |
| Notre-Dame-d'Estrées | Saint-Laurent-du-Mont | Cambremer |
| Notre-Dame-d'Estrées | Crèvecœur-en-Auge     | Cambremer |

## Toponymie
Le nom de la localité est attesté sous la forme ecclesia Sancti  Laurentii de Montibus vers 1350. 
Le gentilé est Saint-Laurentais.

## Histoire
Le 1er janvier 2019, Saint-Laurent-du-Mont intègre la commune de Cambremer créée sous le régime juridique des communes nouvelles instauré par la loi no 2010-1563 du 16 décembre 2010 de réforme des collectivités territoriales. Il n'est pas institué de communes déléguées et, l'ancienne commune de Cambremer étant le chef-lieu de la commune nouvelle, la commune de Saint-Laurent-du-Mont est absorbée par Cambremer.

## Politique et administration
| Période                                  | Période       | Identité          | Étiquette | Qualité                 |
| ---------------------------------------- | ------------- | ----------------- | --------- | ----------------------- |
| 1978                                     | mars 2001     | Robert Turmel     | SE        |                         |
| mars 2001                                | décembre 2018 | Béatrice Hermilly | SE        | Secrétaire d'intendance |
| Les données manquantes sont à compléter. |               |                   |           |                         |

Le conseil municipal était composé lors du dernier mandat de onze membres dont le maire et un adjoint. Ces conseillers intègrent au complet le conseil municipal de Cambremer le 1er janvier 2019 jusqu'en 2020.

## Démographie
L'évolution du nombre d'habitants est connue à travers les recensements de la population effectués dans la commune depuis 1793. Pour les communes de moins de 10 000 habitants, une enquête de recensement portant sur toute la population est réalisée tous les cinq ans, les populations de référence des années intermédiaires étant quant à elles estimées par interpolation ou extrapolation. Pour la commune, le premier recensement exhaustif entrant dans le cadre du nouveau dispositif a été réalisé en 2004.
En 2016, la commune comptait 189 habitants, en évolution de −2,58 % par rapport à 2010 (Calvados : +1,58 %, France hors Mayotte : +2,11 %).
Au premier recensement républicain, en 1793, Saint-Laurent-du-Mont comptait 292 habitants, population jamais atteinte depuis.
| 1793 | 1800 | 1806 | 1821 | 1831 | 1836 | 1841 | 1846 | 1851 |
| ---- | ---- | ---- | ---- | ---- | ---- | ---- | ---- | ---- |
| 292  | 235  | 252  | 202  | 221  | 238  | 238  | 219  | 211  |

| 1856 | 1861 | 1866 | 1872 | 1876 | 1881 | 1886 | 1891 | 1896 |
| ---- | ---- | ---- | ---- | ---- | ---- | ---- | ---- | ---- |
| 186  | 176  | 164  | 135  | 161  | 146  | 157  | 149  | 141  |

| 1901 | 1906 | 1911 | 1921 | 1926 | 1931 | 1936 | 1946 | 1954 |
| ---- | ---- | ---- | ---- | ---- | ---- | ---- | ---- | ---- |
| 147  | 128  | 122  | 102  | 120  | 131  | 98   | 96   | 109  |

| 1962 | 1968 | 1975 | 1982 | 1990 | 1999 | 2004 | 2006 | 2009 |
| ---- | ---- | ---- | ---- | ---- | ---- | ---- | ---- | ---- |
| 82   | 78   | 77   | 97   | 112  | 137  | 177  | 180  | 193  |

| 2014 | 2016 | - | - | - | - | - | - | - |
| ---- | ---- | - | - | - | - | - | - | - |
| 193  | 189  | - | - | - | - | - | - | - |

## Lieux et monuments
- L'église de Saint-Laurent, détruite sous la Révolution, n'a jamais été reconstruite[11]. Depuis lors, c'est l'église de Saint-Pair-du-Mont, commune intégrée à Cambremer en 1973, qui fait fonction d'église paroissiale.
- Manoir de Cœur-Joye du XVIe siècle.

## Héraldique
| Blason de Saint-Laurent-du-Mont | Blason  | D'azur à la bande d'or accompagnée de deux colombes d'argent, becquées et membrées de gueules, à la bordure dentelée cousue du même. |
| Blason de Saint-Laurent-du-Mont | Détails | Le statut officiel du blason reste à déterminer.                                                                                     |